# Jan Egil Storholt
Jan Egil Storholt, född 13 februari 1949, är en norsk tidigare skridskolöpare som tävlade för SK Falken i Trondheim. En av Norges fyra ess. Storholt deltog i olympiska vinterspelen 1976 och 1980. Han vann OS-guld på 1500 meter 1976. Året därpå satte han världsrekord på 1500 meter med tiden 1.55,18. Samma år satte han också världsrekord sammanlagt. På allround-VM var hans främsta placeringar tvåa 1977-1979 och trea 1981. I EM segrade han 1977 och 1979, tog silver 1980 och brons 1976 och 1978. Storholts personliga rekord är 38,07 på 500 m, 1.16,77 på 1000 m, 1.55,18 på 1500 m, 4.09,05 på 3000 m, 7.01,16 på 5000 m och 14.49,26 på 10000 m.